# (We Ain't Got) Nothin' Yet
(We Ain't Got) Nothin' Yet è un singolo del gruppo britannico The Spectres pubblicato nel 1967 da Piccadilly in formato 7".

## Il disco
Terzo singolo degli Status Quo pubblicato con il nome The Spectres, (We Ain't Got) Nothin' Yet è la cover di un brano inciso qualche anno prima dal gruppo statunitense dei Blues Magoos e andato al quinto posto delle classifiche statunitensi.
La versione degli Spectres viene incisa in chiave più ruvida e grezza ma, pur consentendo alla ancora giovane band di ottenere un certo interesse da parte della stampa specializzata, manca l'ingresso nelle classifiche del Regno Unito.

## Tracce
1. (We Ain't Got) Nothin' Yet - 2:18 - (Gilbert/Scala/Esposito)
2. I Want It - 3:01 - (Lynes/Coghlan/Rossi/Lancaster)

## Formazione
- Francis Rossi (chitarra solista, voce)
- Alan Lancaster (basso, voce)
- Roy Lynes (organo, pianoforte)
- John Coghlan (percussioni)